# Arnfinn Bergmann
Arnfinn Bergmann, norveški smučarski skakalec, * 14. oktober 1928, Trondheim, Norveška, † 13. februar 2011, Trondheim.
Bergmann je nastopil na Zimskih olimpijskih igrah 1952 v Oslu, kjer je osvojil naslov olimpijskega prvaka na veliki skakalnici. Na Svetovnem prvenstvu 1950 v Lake Placidu je osvojil bronasto medaljo na veliki skakalnici.